# Покровское (Мантуровский район)
Покровское — село в Мантуровском районе Курской области. Входит в состав Ястребовского сельсовета.

## География
Покровское находится в восточной части Мантуровского района, расстояние до областного центра составляет 120 км, до райцентра Мантурово — 35 км, до города Старый Оскол — 40 км. Через село протекает река Стуженёк.

## Достопримечательности
- Усадьба Арцыбушевых — построена в 1860-х гг. Поместьем владел Арцыбушев Пётр Михайлович вместе с младшим братом. Признана архитектурным памятником второй половины XIX века[2].
- В 1834 году была построена церковь Покрова Пресвятой Богородицы, о которой теперь осталась память лишь в названии села (разрушена в 1943 году)[3].